# Сапицький Віктор Андрійович
Сапицький Віктор Андрійович (1889–1942) — український дипломат, правознавець і діяч кооперативного руху. Член Федерації українських інженерів за кордоном. Віце-консул Української Держави в Саратові (26.07.1918-12.1918).

## Життєпис
Працював інспектором дрібного кредиту Народного банку в Саратові. 26 липня 1918 року очолив віце-консульство Української Держави в Саратові. Протягом липня–вересня 1918 року видав дозволи для 7315 біженців з українських, польських і білоруських губерній.
У вересні 1918 року звертався до генерального консула Української Держави в Москві Олександра Кривцова з проханням виклопотати поїзд 12 вагонів для відправки на Харків українських громадян. 8 вересня 1918 року він отримав негативну відповідь від генерального консула, який повідомляв: «Кордон на Україну закритий. Потяги назначити неможливо»
За УНР директор Кредитової Канцелярії міністерства фінансів;
з 1922 лектор Української господарської академії в Подєбрадах і в УТГІ. Статті з ділянки економії й кооперації.